# کارلوس اشنیبرگر
کارلوس اشنیبرگر (اسپانیایی: Carlos Schneeberger‎؛ ۲۱ ژوئن ۱۹۰۲ – ۱ اکتبر ۱۹۷۳) یک بازیکن فوتبال اهل شیلی بود.

## تیم ملی
وی همچنین در تیم ملی فوتبال شیلی بازی کرده است.